# Armand Hammer
Pour les articles homonymes, voir Hammer.
Armand Hammer, né le 21 mai 1898 à New York et mort le 10 décembre 1990 à Los Angeles, est un industriel américain et collectionneur d'art. Il est l'arrière-grand-père de l'acteur Armie Hammer.

## Biographie
Hammer est né à New York le 21 mai 1898, dans une famille d'immigrants juifs russes, Julius et Rose (Lifschitz) Hammer,,,. Son père émigre aux États-Unis en 1875, venant d'Odessa dans l'Empire russe (aujourd'hui en Ukraine), et s'installe au Bronx, et y anime des entreprises dans le domaine de la santé et de la vente de produits pharmaceutiques.
Il fréquente la Morris High School, au Columbia College (obtenant un B.A. en 1919) puis l'école de médecine de Columbia.

### Emprisonnement du père
En raison de ses activités socialistes et communistes, le père de Hammer, Julius, est soumis à une surveillance fédérale. C'est un pilier des congrès de l'Internationale socialiste et un membre dirigeant du Parti ouvrier socialiste d'Amérique (Socialist Labor Party). Le décès d'une de ses patientes, Marie Oganesoff (femme russe de 33 ans d'un ancien diplomate tsariste), est utilisé contre lui. Julius Hammer est inculpé puis condamné à 3 ans et demi dans la prison de Sing Sing,. Armand Hammer et ses frères reprennent alors la direction de Allied Drug, l'entreprise familiale, et la développent, revendant des équipements qu'ils avaient achetés à des prix déprimés à la fin de la Première Guerre mondiale. Selon Hammer, son premier succès commercial est obtenu par la vente d'extrait de gingembre qui contient légalement des niveaux élevés d'alcool. En pleine prohibition, les Américains sont en effet prêts à boire n'importe quoi pourvu qu'il y ait de l'alcool, y compris ce produit qui était conçu à l'origine pour être une teinture de gingembre… L'entreprise Allied Drug en vend de fortes quantités, en toute légalité, encaissant au passage de confortables bénéfices, avant que les autorités ne s'aperçoivent qu'il s'agit pour les consommateurs de contourner la prohibition de boissons alcoolisées.

### Affaires avec l'URSS
Armand Hammer s'intéresse ensuite à la révolution russe et à l'émergence de l'Union soviétique. Il arrive sur place en 1921. Officiellement, il vient pour aider le gouvernement soviétique à combattre le typhus. Dans les faits, outre un intérêt pour les changements en cours, il agit surtout avec beaucoup d'opportunisme commercial, dans ce pays immense, coupé du monde, ayant de grands besoins mais aussi des ressources naturelles importantes. Il bénéficie des relations et des amitiés de son père et est en contact avec les plus hauts dirigeants russes, dont Lénine. Il propose bientôt aux Soviétiques un vaste système de troc : du blé américain et des médicaments, contre des fourrures, du bois, du caviar et des pierres précieuses, ce qui est accepté. Il se consacre à ce négoce jusqu'en 1929, dégageant à nouveau des bénéfices substantiels. Mais à la mort de Lénine, il comprend que l'arrivée au pouvoir de Staline va l'obliger à quitter le pays,.

### Occidental Petroleum Company
Il réinvestit l'argent dont il dispose dans l'Occidental Petroleum Company, une société d'exploitation de pétrole et de gaz naturel. En 1963, cette compagnie acquiert la société de Henry J. Leir Interore SA, une mine de phosphate et un commerce de produits chimiques actif dans 37 pays. Il dirige personnellement ce groupe, jusqu'à sa mort, et prend en main les choix stratégiques et les négociations les plus délicates, faisant de cette société, presque moribonde lorsqu'il l'acquiert, la septième compagnie pétrolière américaine. En août 1970, il est amené à négocier directement avec Mouammar Kadhafi, à la suite de l'arrivée de celui-ci au pouvoir en Libye, et à sa décision de remettre en cause les accords avec les compagnies pétrolières occidentales et d'interrompre la production tant qu'un nouvel accord, plus favorable aux intérêts libyens, n'est pas trouvé. Les discussions durent un mois. Installé à Paris, il fait chaque jour durant cette période le trajet entre Paris et Tripoli, décollant chaque matin de France à 6 heures pour y revenir dans la nuit à une heure. À l'issue de ces discussions, il accepte une augmentation de 20 % des royalties versées par baril aux Libyens, une décision historique, mais sauve ainsi son activité sur place.

### Engagement politique
Politiquement, Armand Hammer est un partisan du Parti républicain. Il stimule la campagne présidentielle de Richard Nixon, avec 54 000 $ de contributions. Il plaide coupable à des accusations selon lesquelles l'un de ces dons a été fait illégalement et est condamné, mais il bénéficie ensuite d'une grâce par le président républicain américain George H. W. Bush. Il s'occupe de la carrière politique du sénateur Albert Arnold Gore Sr., qui a été son collaborateur et travaillait pour lui à la défense des intérêts de l'Occidental Petroleum Company, puis de celle de son fils d'Al Gore au sein du Parti démocrate, le poussant notamment à se porter candidat de ce parti aux présidentielles.

### Collectionneur et mécène d'art
Pendant son séjour en Union soviétique dans les années 1920, il réunit une étonnante collection d'objets d'art russes, meubles, argenterie, tapisseries, icônes, et tableaux, et a l'occasion de ramener ces éléments aux États-Unis. Il continue ensuite des acquisitions dans le domaine de l'art, ouvre des galeries d'art, et prête telle ou telle partie de sa collection aux musées les plus prestigieux, donnant aussi certaines œuvres, et jouant ainsi avec ravissement et sympathie le mécène à bon compte. Il est notamment un donateur du Musée d'art du comté de Los Angeles, le LACMA. C'est à lui que ce musée de Los Angeles doit d'être passé d'un statut de musée local à celui d'un des musées les plus prestigieux en Amérique du Nord,.
Il a contribué au financement pour la rénovation « à l'italienne » du théâtre du Gymnase (1980-1985) à Marseille, avec la ville, le département, la région et le ministère de la culture.
À la fin de sa vie, il décide de créer le Hammer Museum, pour éviter une dispersion trop forte de sa collection.